# Afrikaanse Taalbeweging
De Afrikaanse Taalbeweging is een in 1875 te Paarl opgerichte beweging die zich voornamelijk bezighoudt met de bevordering van het Afrikaans als cultuurtaal in Zuid-Afrika. 

## Geschiedenis
De geschiedenis van de beweging kan in twee fasen worden onderverdeeld. De periode van de "eerste taalbeweging" loopt van 1875 tot 1899. In 1875 werd het Genootskap van Regte Afrikaners (GRA) opgericht onder leiding van Stephanus Jacobus du Toit. Deze beweging had een schuilnaam en hield in het diepste geheim vergaderingen. De reden hiervoor was dat het Afrikaans behalve als spreektaal ook als schrijftaal dienst zou kunnen doen als absurd werd ervaren. Een van de mede-oprichters,  D.F. du Toit, die de bijnaam "Oom Lokomotief" had, sprak zich in het door hemzelf uitgegeven blad Di Patriot voor deze stelling uit, waarbij hij niettemin nadrukkelijk verklaarde dat het niet zijn opzet was de status van het Nederlands ten opzichte van die van het Afrikaans onderuit te halen. Hij wilde alleen de Zuid-Afrikanen die Afrikaans spraken bewuster maken van het feit dat ze een eigen taal hadden die wezenlijk verschilde van het Nederlands. 
De tweede taalbeweging begon met de publicatie van de artikelen van Gustav Preller in het blad de Volkstem tussen 19 april en 14 juni 1905. Het opschrift was "Laat 't ons toch ernst wezen". In hetzelfde verband werd op 13 november 1905 in Pretoria het Afrikaanse Taalgenootschap (Afrikaanse Taalgenootskap) opgericht en verder versterkt door de oprichting van de eigenlijke Afrikaanse taalbeweging in Kaapstad onder leiding van Daniël François Malan en Jan Hendrik Hofmeyr de Waal op 3 november 1906. De slogan van het Afrikaanse Taalgenootschap was "Afrikaans schrijven en spreken, Hollands leren, albei lezen". Die van de Afrikaanse Taalvereniging was: "Leer Nederlands, schrijf Nederlands als ge kunt en wilt, maar als ge niet kunt of wilt, schrijf dan niet Engels, maar Afrikaans".
De leden van de Afrikaanse Taalbeweging waren indertijd vooral laagschoolde plattelanders die een grote symbolische waarde hechtten aan hun eigen taal, samen met een eigen vlag en volkslied. Het gebruik van de Afrikaanse taal met betrekking tot zaken als kunst en literatuur werd van minder grote waarde geacht dan de symbolische waarde.

## Motieven
Het doel van de Afrikaanse Taalbeweging was aanvankelijk helemaal niet het paal en perk stellen aan het gebruik van het Nederlands in Zuid-Afrika, of het Nederlands als cultuurtaal helemaal door het Afrikaans te vervangen, maar alleen om de verengelsing van het Zuid-Afrikaanse volk - iets dat toen ook al een actueel onderwerp was - tegen te gaan. Uiteindelijk bereikte de beweging dat het Afrikaans op 8 mei 1925 in Zuid-Afrika gelijk werd gesteld aan het Nederlands. Niettemin besloot de Afrikaanse Taalbeweging later alsnog tot de vervolging van het Nederlands in Zuid-Afrika over te gaan, omdat het gebruik van deze taal de Zuid-Afrikaanse identiteit te veel zou schaden. De beweging raakte hierdoor in conflict met de in 1890 opgerichte Nederlandse Taalbeweging, die het Nederlands in Zuid-Afrika juist ondersteunde.
Een van de argumenten van de Afrikaanse Taalbeweging om het Nederlands in Zuid-Afrika te weren was dat het Nederlands voor Zuid-Afrikanen te moeilijk te leren was, hetgeen een redelijk argument ter onderbouwing van het grote taal- en cultuurverschil leek. Op den duur leidde deze instelling tot een groeiend nationalisme van sprekers van het Afrikaans in Zuid-Afrika, waaraan Malan in hoge mate bijdroeg.